# Marko Podraščanin
Marko Podraščanin (Novi Sad, 29 agosto 1987) è un pallavolista serbo, centrale della Lube.

## Carriera

### Club
La carriera di Marko Podraščanin inizia nella stagione 2005-06 tra le file del Vojvodina, club militante nella Prva liga serbo-montenegrina, il quale dal 2006, a seguito della scissione del Montenegro dalla Serbia, partecipa alla massima serie di quest'ultimo paese: in due annate di permanenza nella squadra di Novi Sad vince lo scudetto 2006-07 e la Coppa di Serbia 2006-07.
Nella stagione 2007-08 si trasferisce in Italia, ingaggiato dal Volley Corigliano, in Serie A1. Nell'annata 2008-09 resta nella divisione giocando però con la Lube di Macerata, spostatasi poi nel 2014 a Treia, con cui, in otto stagioni, si aggiudica due scudetti, la Coppa Italia 2008-09, tre Supercoppe italiane e la Challenge Cup 2010-11. 
Nella stagione 2016-17 si accasa alla Sir Safety Perugia, vincendo due Supercoppe italiane, due Coppe Italia e lo scudetto 2017-18: dopo un quadriennio in Umbria, nel campionato 2020-21 difende i colori della Trentino, conquistando la Supercoppa italiana 2021, lo scudetto 2022-23 e la Champions League 2023-24. Nell'annata 2024-25 fa ritorno nuovamente alla Lube, sempre in Superlega, con cui ottiene il successo in Coppa Italia.

### Nazionale
Nel 2006 ottiene le prime convocazioni nella nazionale serba, mentre nel 2007, oltre a giocare per la nazionale Under-21, con quella maggiore si aggiudica la medaglia di bronzo al campionato europeo, seguita dall'argento alla World League 2008, dove viene premiato come miglior muro.
Durante il seguente ciclo olimpico vince ancora un argento e un bronzo alla World League, precisamente nel 2009 e nel 2010, conquista un altro bronzo al campionato mondiale 2010 e l'oro al campionato europeo 2011, premiato inoltre come miglior muro.
Negli anni seguenti conquista ancora due bronzi alla campionato europeo 2013 e 2017, tornando invece a vincere l'oro nel 2019, mentre in World League arrivano ancora un argento nel 2015 e un oro nel 2016.
Nel 2024, al termine dei Giochi della XXXIII Olimpiade, annuncia il suo ritiro dalla nazionale.

## Palmarès

### Club
- Campionato serbo: 1

2006-07
- Campionato italiano: 4

2011-12, 2013-14, 2017-18, 2022-23
- Coppa di Serbia: 1

2006-07
- Coppa Italia: 4

2008-09, 2017-18, 2018-19, 2024-25
- Supercoppa italiana: 6

2008, 2012, 2014, 2017, 2019, 2021
- Champions League: 1

2023-24
- Challenge Cup: 1

2010-11

### Nazionale (competizioni minori)
- Memorial Hubert Wagner 2016

### Premi individuali
- 2008 - World League: Miglior muro
- 2011 - Campionato europeo: Miglior muro
- 2013 - Serie A1: Miglior centrale
- 2014 - Serie A1: MVP
- 2014 - Supercoppa italiana: MVP
- 2017 - Champions League: Miglior centrale
- 2018 - Champions League: Miglior centrale
- 2021 - Campionato europeo: Miglior centrale
- 2022 - Campionato mondiale per club: Miglior centrale[7]
- 2023 - OSS: Pallavolista serbo dell'anno[8]